# 에릭 세어
에릭 세어(Eric Shea, 1960년 2월 14일 ~ )는 미국의 배우, 텔레비전 배우이다.
로스앤젤레스에서 태어났다.

## 영화
- 스마일 (1975년)
- 창공의 에이스 엘리 (1973년) - 로저 역
- 포세이돈 어드벤쳐 (1972년) - 로비 셀비 역
- 119 구조대 (1972년)
- 시카고 시카고 (1969년)
- 제12순찰대 (1968년)
- 나, 너 그리고 우리 (1968년) - 필립 노스 역
- 배트맨 - 66년 TV 시리즈 (1966년) - 삼인방 2 역
- 딜론 보안관 (1955년)
- 디즈니랜드 (1954년) - 엘빈 퍼널드 역